# Беэрман, Адольф (художник)
Авраам Адольф Беэрман (/ˈbɛərmən/; также пишется Берманн; 13 июля 1876 — август 1943)— еврейско-польский художник межвоенной Польши, наиболее известный своими картинами о жизни еврейского местечка, пейзажами и групповыми портретами. Большую часть своей жизни жил в Лодзи. Был убит во время ликвидации Белостокского гетто во время Холокоста.

## Биография
Точное место рождения Бермана неизвестно, предполагается, что он мог родиться в городе Тукумс недалеко от Митавы, либо в Риге (источники разнятся), в семье Розы и Маркуса Берманов, прибывших в Лодзь незадолго до конца XIX века. До 1900-х годов Адольф изучал искусство в частной школе рисования Якуба Каценбогена в Лодзи. Обучение было продолжено в Мюнхене в 1900—1904 годах, сначала частным образом, затем в Академии изящных искусств Мюнхена под руководством немецкого художника Габриэля фон Хакля.
Первым коммерческим успехом Бермана стала продажа серии картин и рисунков коллекционеру искусств в Лодзи в 1905 году, что позволило ему поехать в Париж учиться в Академии следующие пять лет. С 1924 по 1927 год Берман путешествовал по Подмандатной Палестине, Египту, а затем и по Марокко. Пейзажи того периода, палитра которых стала ярче с появлением импрессионистических тонов, стали самой известной частью его творчества. В 1930-е годы он вернулся в Польшу и впервые побывал в Казимеж-Дольном, где создал одну из своих важнейших работ — «Интерьер синагоги в Казимеже-Дольном».
Картина Бермана 1914 года «Еврейская невеста» была использована для обложки книги мемуаров на идише «Истории, которые нашим родителям было слишком больно рассказывать» об Уничтожении евреев Белостока Рафаэля Райзнера и Генри Р. Лью.
Последняя крупная выставка Бермана состоялась в 1935 году в Лодзи. После вторжения нацистской Германии и СССР в Польшу Берман бежал в Белосток. Был убит нацистами в 1943 году в Белостокском гетто в период восстания в Белостокском гетто. Многие картины Бермана были уничтожены во время Второй мировой войны, но некоторые из его сохранившихся картин можно найти в Историческом музее Кракова и в Лодзинском музее.